# Waterland

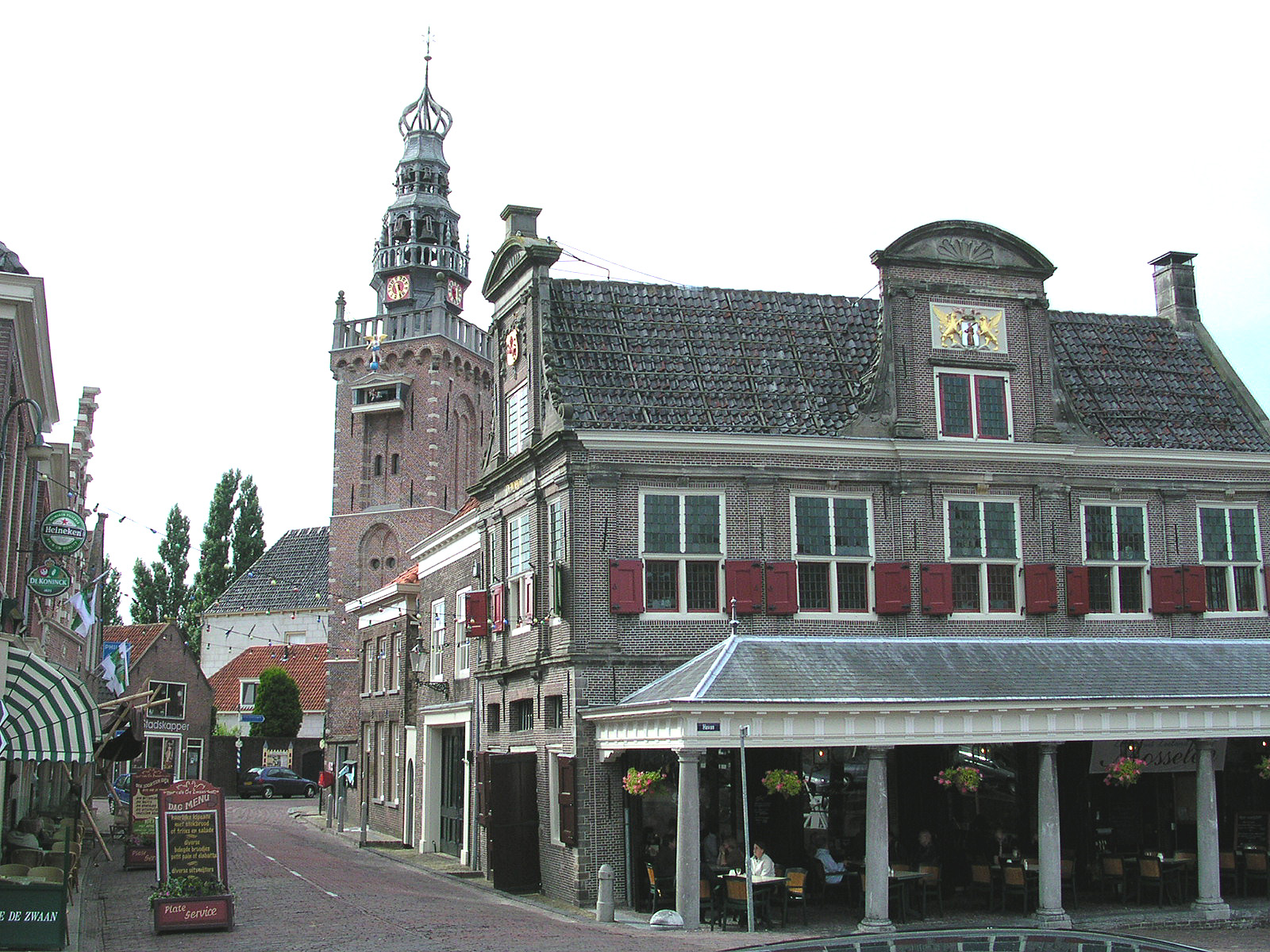
Monnickendam.

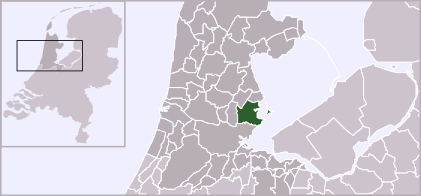
Waterlands läge

Waterland är en kommun i provinsen Noord-Holland i Nederländerna. Kommunens totala area är 115,64 km² (där 63,54 km² är vatten) och invånarantalet är på 17 319 invånare (2005).
Bland sevärdheter finns den numera landfasta ön Marken.